# Jezierzany (gmina w powiecie borszczowskim)
Jezierzany – dawna gmina wiejska w powiecie borszczowskim województwa tarnopolskiego II Rzeczypospolitej. Siedzibą gminy były Jezierzany.

## Historia
Gminę utworzono 1 sierpnia 1934 r. w ramach reformy na podstawie ustawy scaleniowej z dotychczasowych gmin wiejskich: Jezierzany, Konstancja, Kozaczyzna, Łanowce, Piłatkowce i Zielińce.
18 marca 1938 przyznano marszałkowi Edwardowi Śmigłemu-Rydzowi honorowe obywatelstwo gminy.
Od września 1939 do lipca 1941 gmina znajdowała się pod okupacją ZSRR, a 1 sierpnia 1941 weszła w skład Generalnego Gubernatorstwa i nowo utworzonego dystryktu Galicja. Gmina przynależała odtąd do powiatu czortkowskiego (Kreishauptmannschaft Czortków). W 1943 roku gmina składała się z sześciu gromad (Jezierzany, Konstancja, Kozaczyzna, Łanowce, Piłatkowce i Zielińce) i liczyła 8.628 mieszkańców.
Po II wojnie światowej obszar gminy znalazł się w ZSRR.